# بول دالا لانا
بول دالا لانا هو شخصية أعمال كندي، ولد في 1 فبراير 1966 في فانكوفر في كندا.

## روابط خارجية
- بول دالا لانا على موقع DriverDB.com (الإنجليزية)